# Pfannestil Chammer Sexdeet
Das Pfannestil Chammer Sexdeet ist eine kabarettistische Musikgruppe aus dem Zürcher Oberland (Schweiz). Die Gruppe rund um Frontmann und Songschreiber Res Wepfer steht mit wechselnder Besetzung seit 1990 auf Kleinkunstbühnen der Deutschschweiz und vereinzelt in Deutschland.

## Diskografie
- Schotter (1999)
- Chronisch (2000)
- Kandis (2002)
- Schloss Live 1994-2003 (2003)
- Patina (2004)
- Quitt (2010)
- Tobak (2013)

sowie einige Beiträge auf Mundart- und Cabaret-Samplern.

## Bühnenprogramme
- Bock, Mist und Beziehungskist' – ein Leiderabend (1991)
- Neue Leider (1992)
- Genug geleidet! (1993)
- Fümfleiber (1994)
- Pfühloder (1995/1996)
- Sporadisch (1997/1998)
- Schotter (1999/2000)
- Chronisch (2000/2001)
- Kandis (2002/2003)
- Patina (2004/2005)
- Selig (am Albis) (2007/2008)
- Quitt – aber hallo  (2009/2010/2011/2012)
- Tobak (2013/2014/2015/2016)

## Auszeichnungen
- 2002: Salzburger Stier
- 2004: Schweizer Kabarett-Preis Cornichon[1]